# Septoria hedericola
Septoria hedericola är en svampart som först beskrevs av Elias Fries, och fick sitt nu gällande namn av Jørst. 1965. Septoria hedericola ingår i släktet Septoria och familjen Mycosphaerellaceae.   Inga underarter finns listade i Catalogue of Life.